# Caut prieten pentru sfârșitul lumii
Caut prieten pentru sfârșitul lumii (Seeking a Friend for the End of the World) este un film SF american din 2012 regizat de Lorene Scafaria. În rolurile principale joacă actorii Steve Carell și Keira Knightley.

## Prezentare
Un asteroid numit "Matilda" este pe un curs de coliziune cu Pământul și în trei săptămâni va veni sfârșitul lumii.  

## Actori
- Steve Carell este Dodge Petersen
- Keira Knightley este Penelope "Penny" Lockhart
- William Petersen este Trucker
- Melanie Lynskey este Karen
- Adam Brody este Owen
- Tonita Castro este Elsa
- Derek Luke este Speck
- Connie Britton este Diane
- Patton Oswalt este Roache
- Rob Corddry este Warren
- Melinda Dillon este Rose
- Rob Huebel este Jeremy
- Gillian Jacobs este Katie
- T.J. Miller este Chipper Host
- Amy Schumer este Lacey
- Jim O'Heir este Sheriff
- Martin Sheen este Frank/Dodge's Father
- Nancy Carell este Linda/Dodge's ex wife (Cameo)